# جکی اسپیر
کرن لورین جکلین اسپیر (به انگلیسی: Karen Lorraine Jacqueline Speier) نمایندهٔ حوزه انتخابیه چهاردهم کالیفرنیا از حزب دموکرات ایالات متحده آمریکا در مجلس نمایندگان ایالات متحده آمریکا است که برای نخستین‌بار در ۸ آوریل ۲۰۰۸ میلادی به‌عضویت این مجلس درآمد.

## ابتدای زندگی
اسپیر در سال ۱۹۵۰ در سان فرانسیسکو به دنیا آمد و در یک خانواده غیرسیاسی بزرگ شد. والدین وی «نانسی کانچلیان» و «مانفرد «فرد» اسپیر» بودند. مادری وی زاده فرزنو و ارمنی‌تبار و پدرش یک مهاجر آلمانی از پدری یهودی و مادری کاتولیک بود. جکی در «دبیرستان مری» در واقع در برلینگیم، کالیفرنیا تحصیل نمود. و با مدرک بی‌ای از دانشگاه کالیفرنیا، دیویس و در سال ۱۹۷۶ با مدرک جی‌دی از دانشگاه کالیفرنیا، کالج حقوق هیستینگز فارغ‌التحصیل گشت.